# Zebrina kindermanni
Zebrina kindermanni is een slakkensoort uit de familie van de Enidae. De wetenschappelijke naam van de soort is voor het eerst geldig gepubliceerd in 1853 door L. Pfeiffer.